# قرية الويسي
منطقة الويسي  تبعد عن ناحية السلام 10كم، وعن ناحية دلي عباس (ناحية المنصورية)12كم، وتبعد عن مركز محافظة ديالى حوالي 60كم وهي في الناحية الشمالية الغربية من المحافظة . أغلب سكانها من قبيلة العزة عشيرة  البو موسى، تتمتع بأراضي واسعة حول حوض نهر ديالى وبين نهر الخالص .
تعدادها السكاني يبلغ حوالي 850 نسمة وأغلب سكانها أعمارهم لا تتجاوز ال70، أذ أن المنطقة تتميز بشبابيتها الكبيرة .
طيبة قلوب أهلها صفتها التي ما فارقتها مر السنين، وجعلت منها منطقة السلام بين المناطق ومنطقة الأخوة .
تلاحمها الأخوي كبير أكبر من تلاحمهم النسبي، أذ يسكن إلى جنب عشيرة #البو_موسى، الدليم، والعبيد، والعمارية، ولهم خوال من بقية العشائر الأخرى العريقة، وهذا دليل التلاحم ونيتها الصافية، مع العشائر الكريمة الأخرى .
لها علاقة طيبة مع المناطق الأخرى المجاورة لها، والغير مجاورة، أذ تربطها علاقة أخوة وصداقة و نسب .
للمنطقة فريق كرة قدم، شارك في العديد من الدورات التي أقيمت ضمن الناحية وضمن القضاء حتى، وحَصّل بعض ألقاب تلك الدورات .

   
ٍٍِِ